# 梅泰西
梅泰西（法語：Metz-Tessy，法語發音：[mɛtɛsi]）是法国上萨瓦省的一个旧市镇，位于该省西南部，省会阿讷西市区西北，属于阿讷西区。2016年1月1日，梅泰西和相邻的埃帕尼合并为新市镇埃帕尼-梅泰西。

## 地理
梅泰西（45°56'26"N, 6°6'23"E）面积5.29 平方千米，位于法国奥弗涅-罗讷-阿尔卑斯大区上萨瓦省，该省份为法国东部省份，历史上为薩伏依的一部分，北与瑞士接壤，西接安省，南至萨瓦省，东与瑞士和意大利接壤。
与梅泰西接壤的市镇（或旧市镇、城区）包括：旧阿讷西、埃帕尼、梅泰、普兰日。
梅泰西的时区为UTC+01:00、UTC+02:00（夏令时）。

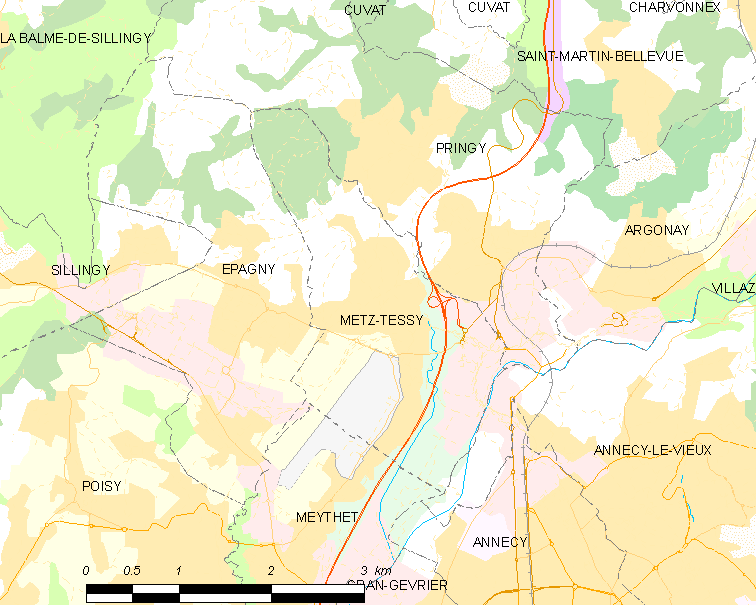
梅泰西的OSM定位图

## 行政
梅泰西的邮政编码为74370，INSEE市镇编码为74181。

## 政治
梅泰西所属的省级选区为阿讷西第三县。

## 人口

1962-2008年间梅泰西人口变化图示

梅泰西于2013时的人口数量为3051人。